# Кудаш (Пермский край)
Кудаш — деревня в Бардымском районе Пермского края на реке Большая Амзя. Входит в состав Березниковского сельского поселения.

## Географическое положение
Находится примерно в 13 км к северо-западу от центра села Барда.

## Население
По результатам переписи 2010 года численность населения составила 185 человек, в том числе 86 мужчин и 99 женщин.
В 2005 году численность населения составляла 231 человек.
В 1926 году в селе проживало 505 башкир и 11 русских.